# جام اتحاد
جام اتحاد یا سوپرکاپ اتحاد یک تورنمنت باشگاهی فوتبال دوستانه بین بهترین باشگاه‌ها از اوکراین و روسیه بود. زمینه این تورنمنت مذاکراتی بود که در مورد ایجاد قهرمانی متحد کشورهای مستقل مشترک‌المنافع یا لیگ مشترک روسیه و اوکراین انجام شد.
در سال ۲۰۱۴، جنگ در دونباس و درگیری بین روسیه و اوکراین، ایده ایجاد یک تورنمنت متحد بین کشورها را متوقف کرد.

## تاریخچه
ایده برگزاری مسابقات بین تیم‌های برتر روسیه و اوکراین قبلاً در گذشته آزمایش شده بود زیرا بسیاری از مسابقات متحد را تجسم مسابقات اصلی (از جمله فرمت اصلی) می‌نامیدند. زمینه این مسابقات مذاکراتی بود که در مورد ایجاد قهرمانی متحد کشورهای مستقل مشترک‌المنافع یا لیگ مشترک روسیه و اوکراین انجام شد.
در ۲۲ ژانویه ۲۰۱۳، سوپر جام قهرمانان در امارات متحده عربی بین برنده لیگ برتر اوکراین، شاختار دونتسک، و لیگ برتر روسیه، زنیت سن پترزبورگ برگزار شد. این جام توسط شاختار دونتسک که زنیت سن پترزبورگ را با نتیجه ۳–۱ شکست داد، به دست آمد.
| زنیت سن پترزبورگ | ۱–۳                    | شاختار دونتسک                    |
| ---------------- | ---------------------- | -------------------------------- |
| زیریانوف ۳۵'     | Stats Live Text Report | مخیتاریان ۲۱'، ۳۹' · ادواردو ۷۹' |

### ۲۰۱۳
اولین دوره مسابقات، جام اتحاد ۲۰۱۳، بین ۲۷ ژوئن تا ۷ ژوئیه ۲۰۱۳ برگزار شد و شامل شاختار دونتسک و دینامو کی‌یف از اوکراین و زنیت سن پترزبورگ و اسپارتاک مسکو از روسیه بود. فرمت این مسابقات تساوی دو بازی برای همه جفت باشگاه‌ها از کشورهای مختلف بود. شهرهای میزبان دونتسک، کی‌یف و مسکو بودند. دینامو کی‌یف پس از شکست دادن اسپارتاک مسکو در آخرین بازی، قهرمان جام اتحاد ۲۰۱۳ شد.

### ۲۰۱۴
دومین دوره، سوپرکاپ اتحاد ۲۰۱۴، بین ۳۰ ژانویه تا ۵ فوریه ۲۰۱۴ در اسرائیل برگزار شد. چهار تیم در آن شرکت کردند: شاختار دونتسک و متالیست خارکوف از اوکراین و زنیت سن پترزبورگ و زسکا مسکو از روسیه. این باشگاه‌ها بر اساس اصل دو باشگاه برتر در مسابقات قهرمانی محلی انتخاب شدند. جی‌-درایو اسپانسر رسمی مسابقات شد. قبل از این مسابقات کنفرانس مطبوعاتی در تل آویو برگزار شد. در میان شرکت کنندگان والری گازائف، رئیس کمیته مسئول مسابقات قهرمانی اتحاد، میرچئا لوچسکو، مدیر شاختار دونتسک، لئونید اسلوتسکی، مدیر باشگاه زسکا مسکو، مایرون مارکویچ، مدیر متالیست خارکوف و لوچانو اسپالتی، مدیر باشگاه زنیت سن پترزبورگ حضور داشتند. فرمت مسابقات به صورت رفت و برگشت بود. دو بازی اول این مسابقات را ۳ میلیون روس تماشا کردند که ۱ میلیون بیشتر از میانگین نسخه قبلی است. تیم شاختار دونتسک از اوکراین، برنده مسابقات سال ۲۰۱۴ شد و در هر ۳ بازی پیروز شد. داریو سرنا به عنوان بهترین بازیکن مسابقات انتخاب شد.

## نتایج
| نام                | قهرمان        | نایب قهرمان    | سومی             | چهارمی        | تاریخ                     | مکان          |
| ------------------ | ------------- | -------------- | ---------------- | ------------- | ------------------------- | ------------- |
| جام اتحاد ۲۰۱۳     | دینامو کی‌یف   | اسپارتاک مسکو  | زنیت سن پترزبورگ | شاختار دونتسک | ۲۷ ژوئن تا ۷ ژوئیه ۲۰۱۳   | دونتسک و کی‌یف |
| جام اتحاد ۲۰۱۳     | دینامو کی‌یف   | اسپارتاک مسکو  | زنیت سن پترزبورگ | شاختار دونتسک | ۲۷ ژوئن تا ۷ ژوئیه ۲۰۱۳   | مسکو          |
| سوپرکاپ اتحاد ۲۰۱۴ | شاختار دونتسک | متالیست خارکوف | زنیت سن پترزبورگ | اسپارتاک مسکو | ۳۰ ژانویه تا ۵ فوریه ۲۰۱۴ | پتخ تیکوا     |

## قهرمانی‌ها برپایه کشور
| کشور    | قهرمانی | نایب قهرمانی | باشگاه                     |
| ------- | ------- | ------------ | -------------------------- |
| اوکراین | ۲       | ۱            | دینامو کی‌یف، شاختار دونتسک |
| روسیه   | ۰       | ۱            |                            |

## صفحه‌های مشابه
جام چنل وان
مسابقات دوستانه جام جهانی
سوپر جام فوتبال روسیه
سوپر جام فوتبال اوکراین
سوپر لیگ کشورهای مستقل مشترک‌المنافع